# Périurbanisation
Ne doit pas être confondu avec Rurbanisation.

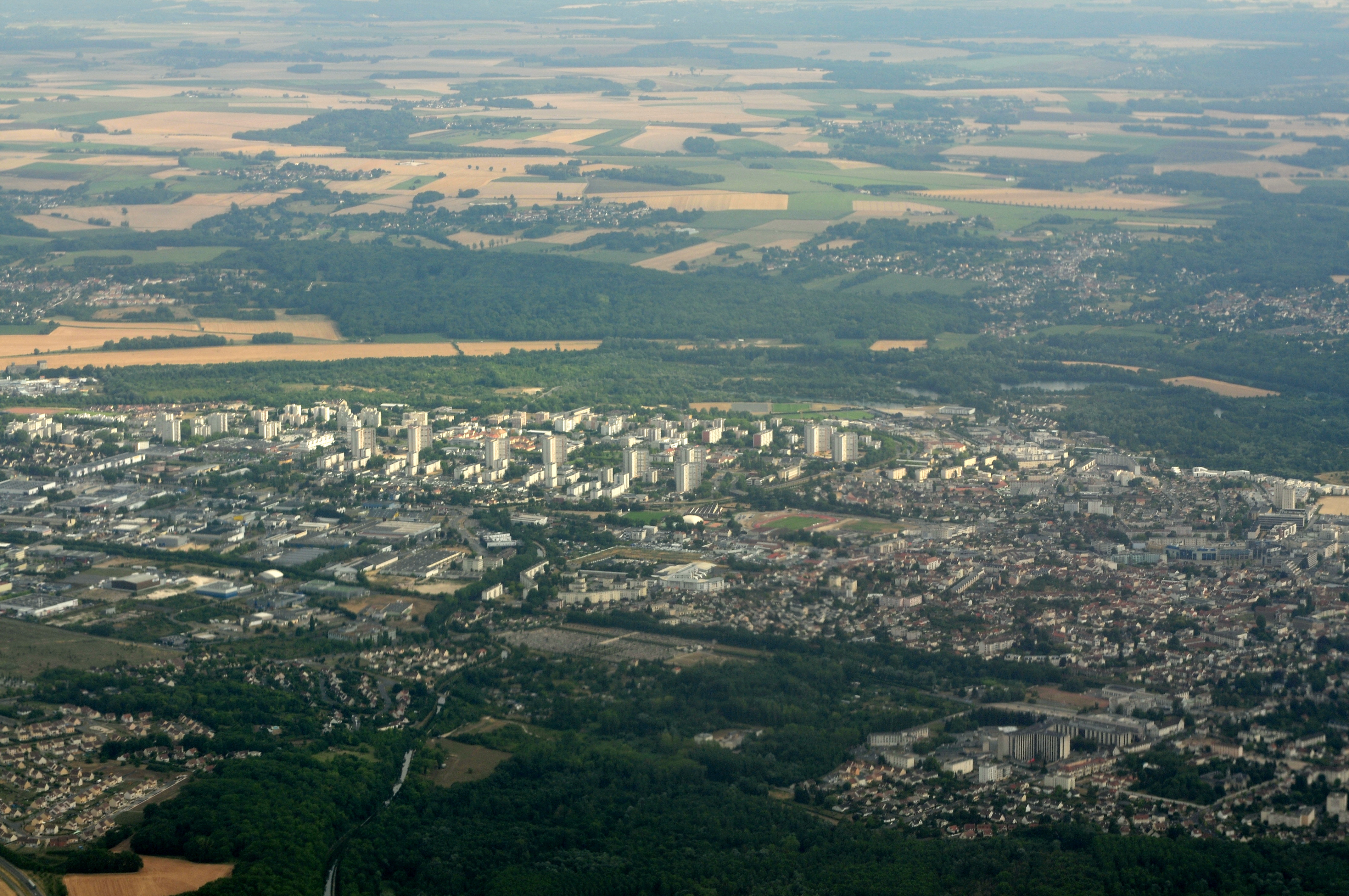
Quartier Beauval à Meaux.

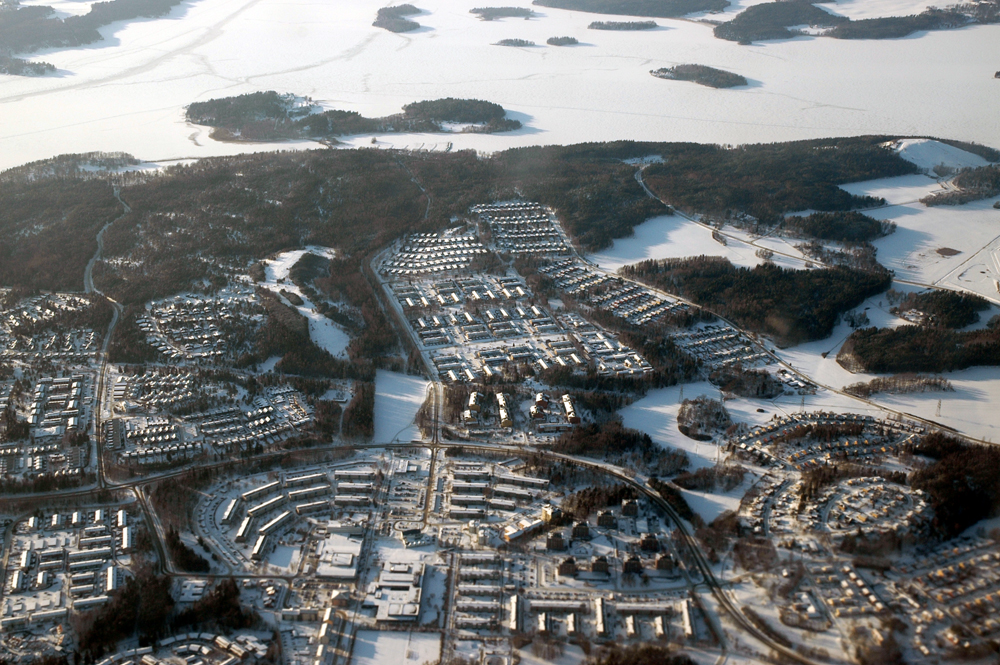
La périurbanisation accélérée des capitales (ici Stockholm, banlieue de Viksjö) se fait au détriment des espaces naturels et agricoles périphériques (février 2007).

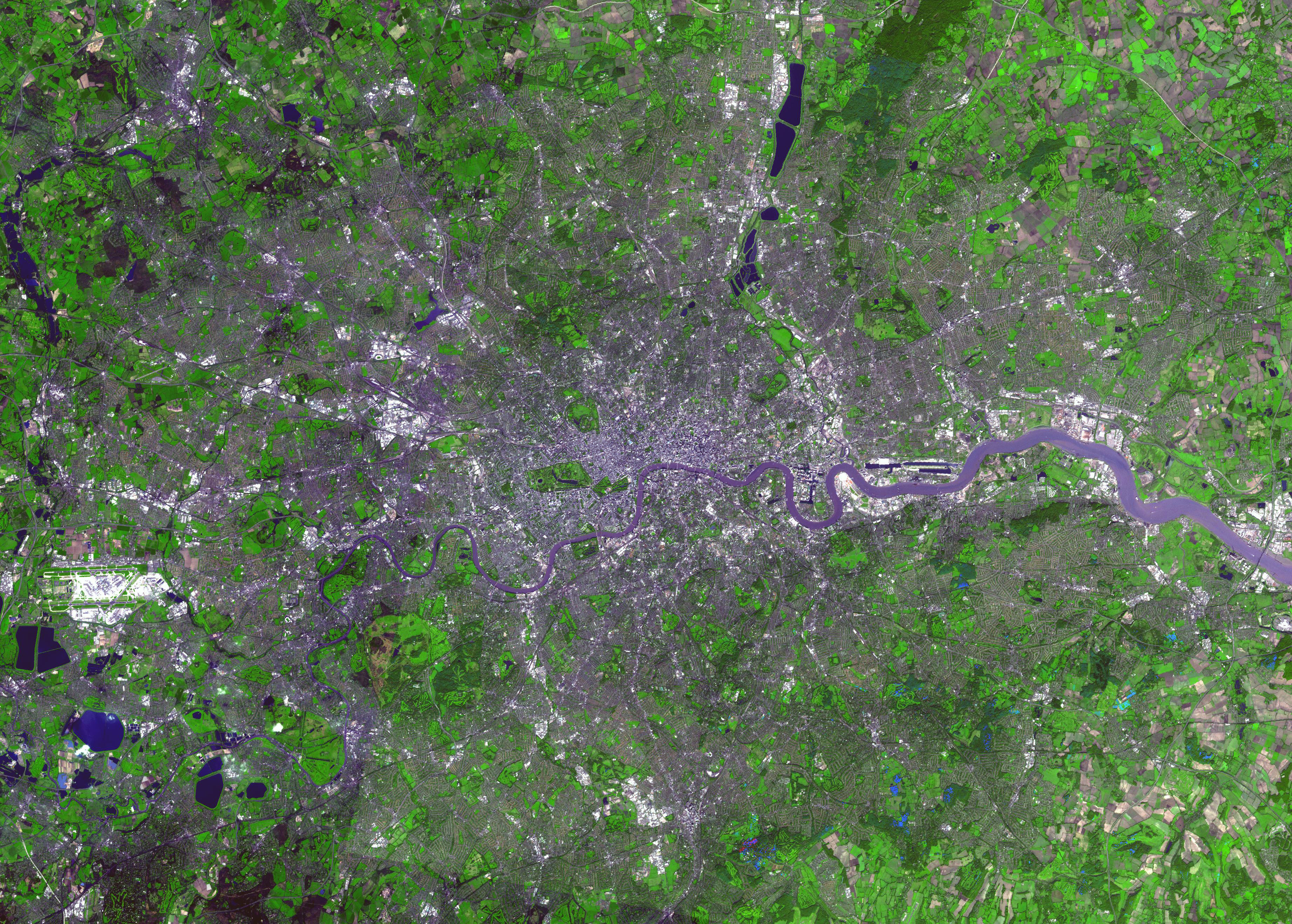
La ville de Londres a connu un phénomène d'étalement urbain particulièrement important (la photo couvre), qui explique l'empreinte écologique élevée de cette conurbation.

La périurbanisation est le processus d'extension des agglomérations, dans leur périphérie, entraînant une transformation des espaces ruraux. Elle est liée à l'arrivée d'une part de nouveaux habitants, dont une partie quitte les centres des agglomérations pour s'installer en périphérie, et d'autre part d'activités consommatrices d'espace (grandes surfaces, infrastructures de transport). La périurbanisation peut prendre appui sur les noyaux habités préexistants (villages, bourgs) et sur les grands axes de communication qui relient ces espaces aux espaces urbains initiaux. La périurbanisation commence à la fin des années 1960, dans des espaces qualifiés de ruraux. Phénomène relatif, aléatoire et mouvant, la périurbanisation recouvre plusieurs réalités. La périurbanisation avant d'être une définition statistique pouvait être une description de l'étalement urbain.
C'est la conséquence à la fois d'un « désir de campagne »[réf. nécessaire] et de la disponibilité de l'automobile conjuguée à l'amélioration des moyens et des voies de communication, c’est-à-dire des facteurs de localisation. La périurbanisation peut parfois être accompagnée d'une « dédensification » de la ville-centre (phénomène des villes en déclin ou « shrinking cities » en anglais), quand il y a fuite des habitants du centre vers les communes périphériques (moindre coût du foncier et des locations, cadre de vie, ou sécurité jugée plus élevée parfois). La périurbanisation peut également être liée dans les pays du Sud à l'impossibilité d'accéder à la ville, et donc au report de l'exode rural aux périphéries des villes.
En définitive, c'est surtout un processus d'extension spatiale de la ville et donc de perte de milieux naturels et/ou ruraux. Par exemple, en France en 2011 selon le ministère de l'écologie, une moyenne de 165 hectares de milieux naturels et terrains agricoles sont détruits chaque jour ; remplacés par des routes, des habitations, des zones d'activité.

## Éléments de définition

Illustration des termes de « ville-centre », « banlieue », « couronne périurbaine », « unité urbaine » et « aire urbaine » d'après l’INSEE.

En France, l'INSEE appréhende le processus de périurbanisation au travers de la notion statistique d’aire urbaine et de « couronne périurbaine » (somme des communes d'une aire urbaine, à l’exclusion de son pôle urbain).
La périurbanisation a pour conséquences :
- un apport très important de population active en milieu rural ;
- l'implantation d'un nouveau mode de vie en milieu initialement rural ;
- la modification des paysages ;
- mise en déséquilibre par imperméabilisation des sols[9] des dispositifs régulateurs naturels d'intempéries pour la fonte rapide de neige, la pluie abondante[10] ;
- des conflits entre les activités agricoles et les urbains ;
- des conflits de type sociologique entre les anciens ruraux et les rurbains ;
- la dynamisation d'espaces ruraux accessibles en durée de trajet depuis les villes ;
- la redynamisation d'espaces ruraux très éloignés et restés campagnards traditionnels ;
- l'intensification du phénomène de déplacement pendulaire.

Elle peut par ailleurs contribuer à la paupérisation de certains quartiers urbains - départ des classes moyennes - et participer ainsi au renforcement des disparités spatiales et sociales au sein des agglomérations.
Le mot « périurbanisation » fait référence à l'expansion continue du bâti autour des villes, alors que « rurbanisation » fait davantage référence à l'importation en zone rurale des modes de vie et références culturelles des sociétés urbaines. Le géographe Gérard-François Dumont invente en 1996 le néologisme de « para-urbanisation » pour la distinguer de la périurbanisaton (processus de l'urbanisation sans discontinuité « conduisant au peuplement d'espaces de morphologie rurale situés au-delà des agglomérations et dont une proportion importante de la population active occupée vient exercer quotidiennement ses activités professionnelles dans l’agglomération ».

## Périurbanisation en Europe
L'Europe est un des continents les plus urbanisés au monde. Plus du quart de la surface de l'Union européenne est en 2007 affecté par l'expansion urbaine.

## Périurbanisation en France

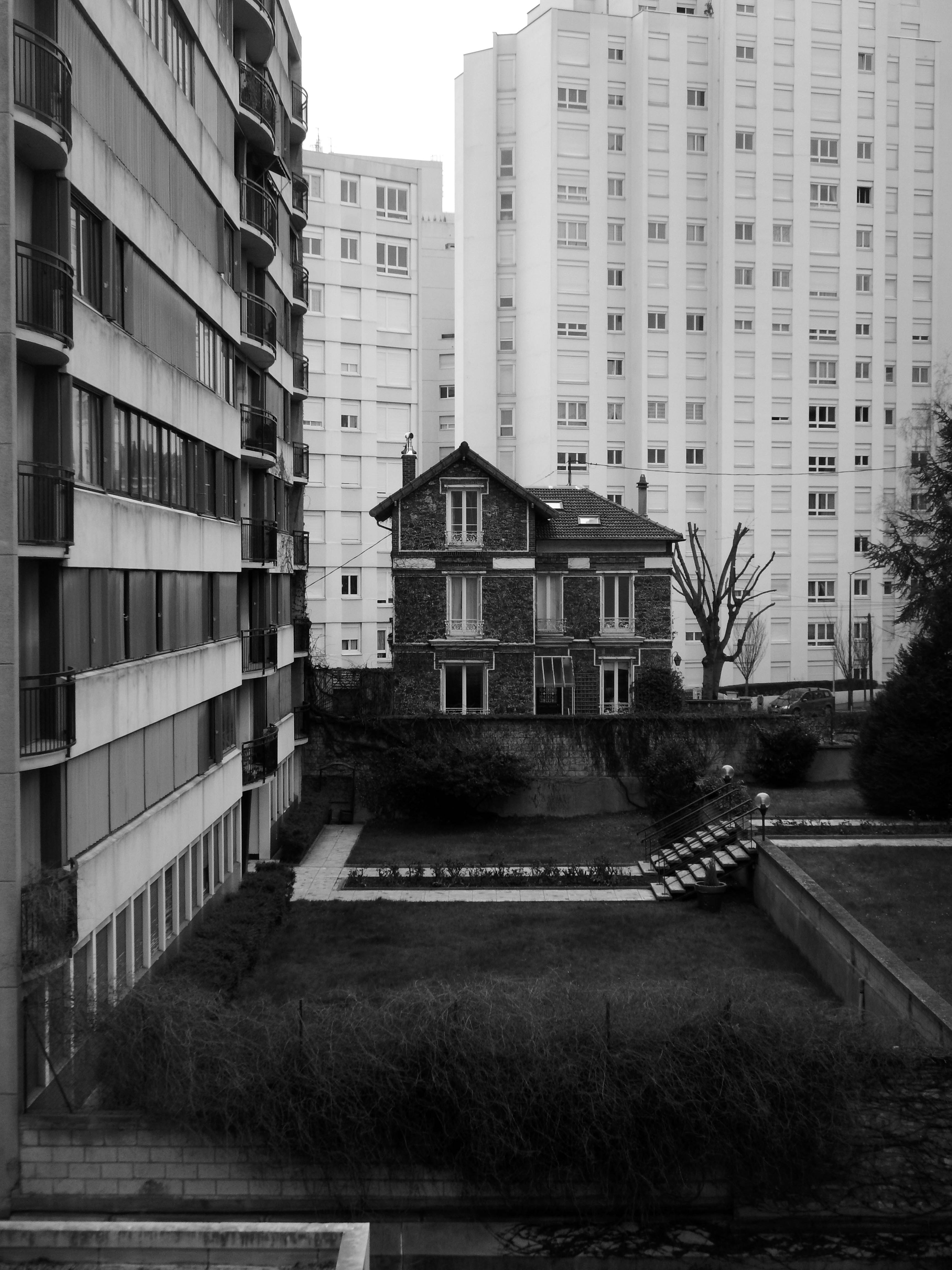
Une première vague de construction de pavillons de banlieue a été ici suivie d'une seconde vague de construction, cette fois de grands immeubles (Vanves non loin du Boulevard périphérique sud de Paris, mars 2016).

### Histoire
Dans les années 1970, le Premier ministre Raymond Barre « [réoriente] la politique d'aide à la pierre des grands ensembles vers l'accession à la propriété et la construction de lotissements. C'est l'apparition des maisons Phénix et Bouygues » rappelle le politologue Jérôme Fourquet. L'influence des séries américaines, qui promeut le pavillon individuel avec jardin, joue aussi. Les communes rurales allouent des terrains, ne souhaitant pas voir baisser les revenus liés à la taxe d'habitation ni connaître la fermeture d'établissements scolaires. « Compte tenu du succès de ce modèle, il a fallu construire de plus en plus loin. Et on a créé un public de périurbains ultra-dépendants de la voiture », poursuit-il. En 2021, 56 % du parc français est constitué de maisons et 58 % des propriétaires le sont de maisons, constat qui concerne quasiment toutes les classes sociales, à la recherche de calme, d'espace et de verdure. Cette tendance s'accentue dans le contexte des confinements liés à la pandémie de Covid-19, malgré un discours gouvernemental tendant alors à privilégier l'habitat collectif et à relancer les centres-villes. La ministre du Logement Emmanuelle Wargon critique ainsi en 2021 le « modèle de l'urbanisme des années 1960 et 1970 qui a fait se multiplier, en périphérie des villes un peu partout en France, des lotissements », qui participe à l'artificialisation des sols.

### Éléments statistiques
- De 1960 à 2010 2,5 millions d'hectares ont été « mangés » par la périurbanisation[15].
- Dans les années 1990, c'est en France l'espace périurbain (dans un foncier moins cher qu'en ville, mais plus cher qu'en milieu rural éloigné) qui accueille l'essentiel de la croissance démographique[16]. Et, selon le CREDOC le dynamisme migratoire périurbain (et des pôles ruraux) se fait au détriment des grands pôles urbains[17]. En moins de 10 ans, de 1990 à 1999, la population française a grandi de 2,5 % dans les villes, 8 % dans l’espace périurbain et de 0,6 % dans les espaces ruraux avec un fort impact sur le paysage périurbain[18].
- Vers 2006, selon l'IFEN, environ 60 000 hectares de terres naturelles ou agricoles disparaissent chaque année en France sous l'effet de l'urbanisation[19].
- En 2007, il faut 507 logements pour loger 1 000 habitants, alors que 323 suffisaient en 1968[20]. Environ 50 % des urbains sont concentrés dans les zones périurbaines[21], contribuant à l'artificialisation des sols.
- En 2017, après un ralentissement (qui semble plus lié à la crise de 2008 qu'aux incitations à moins urbaniser), les SAFER alertent sur le fait que l'urbanisation des terres « repart à la hausse pour atteindre 30 000 hectares/an en 2016 (…) En France, le marché de l'artificialisation a été divisé par deux entre 2007 et 2014. Mais, depuis 2015, il repart à la hausse »[15]. En 2016, le nombre de ventes des terrains vendus pour être artificialisés a bondi de 22 %, pour une surface correspondante de + 24 %, ce qui traduit une artificialisation probable de 50 000 à 60 000 ha/an comme au début des années 2000 soit selon la fédération des SAFER la perte d'une surface agricole ou boisée correspondant à la taille d'un département tous les 5 à 6 ans[15]. De plus, parce que les villes se sont souvent installées au cœur de régions fertiles, la périurbanisation consomme souvent les terres les meilleures précise Robert Levesque (auteur du rapport qui montre que 2,5 millions d'hectares ont été mangés par la périurbanisation de 1960 à 2010 et qu'autant pourraient encore être perdus de 2016 à 2060, soit 8 à 9 % de surface agricole en moins… alors que la demande en biomasse agricole croît et que la montée des océans pourrait à moyen terme être source de pertes de sols cultivables)[15].

### Intensité de la périurbanisation
L'intensité du phénomène varie selon la taille des agglomérations : la part des emplois occupés par un actif périurbain est plus importante dans les petites agglomérations que dans les grandes villes françaises. Ainsi, 12 % des emplois de l'agglomération parisienne sont occupés par des périurbains ; à Lyon, Lille, Toulouse, Bordeaux, Marseille ou Nantes ce chiffre se situe aux alentours de 25 % et même 40 % à Rennes[réf. obsolète] ; enfin, l'intensité de la périurbanisation dépasse 65 % dans les petites agglomérations de Senlis, Sarreguemines ou Landerneau. Toutefois, malgré une intensité relative qui décroît avec la taille de l'agglomération, ce sont bien les grandes agglomérations qui attirent le plus grand nombre d'actifs périurbains : en 2007, 615 000 périurbains travaillent dans l’agglomération parisienne et plus de 100 000 dans les agglomérations de Lyon, Lille, Marseille ou Toulouse.

### Particularités rurales
Trois cas semblent se dessiner :
1. les zones proches de grands centres urbains et de bassins d'emplois importants, facilement accessibles par des autoroutes ou voies rapides et en transports en commun sont les zones les plus concernées par la périurbanisation. Exemple : Saint-Gély-du-Fesc, Les Fourgs. Les villages sont alors privilégiés par les jeunes couples, qui y trouvent un coût du foncier plus accessible que dans le centre ;
2. les zones rurales isolées ne sont pas concernées par la périurbanisation ; elles souffrent d'un isolement géographique ou topologique associé à une rentabilité économique des sols faible : dans les Baronnies, depuis la chute de l'activité agricole, les difficultés de communication ont empêché le renouveau des villages. Ces zones sont largement délaissées et gagnées par une importante déprise agricole et un vieillissement des infrastructures ;
3. les zones rurales dynamiques et éloignées des grands centres urbains ne sont pas concernées par la périurbanisation, mais bénéficient cependant d'une croissance démographique propre : elles tirent leurs ressources du tourisme, des résidences secondaires, du retour des retraités, d'une agriculture dynamique et d'une présence de l'industrie agro-alimentaire. C'est par exemple le cas de la vallée de la Durance dans les Hautes-Alpes. L'arrivée de l'irrigation a permis de développer les cultures fruitières. La population des villages concernés (Lazer, Ventavon, Le Poët) a doublé en trente ans.

### Densification
Plusieurs lois d'aménagement du territoire prennent acte des effets négatifs de la périurbanisation et de l'étalement urbain : LOADT, LOADDT, loi SRU, lois Grenelle, loi ALUR… Les programmes de densification consistent à limiter l'étalement par la construction de nouveaux logements dans les noyaux villageois déjà existants. Ils peuvent se heurter dans certains cas aux réactions des habitants qui craignent la perte de l'« identité villageoise » de leur commune.

## Mécanisme

### Facteur politique
Outre des politiques d'encouragement de la natalité qui ont abouti au babyboom, et des politiques de santé publique qui ont allongé l'espérance de vie humaine, quatre facteurs au moins semblent avoir favorisé la périurbanisation :
- les politiques souvent concurrentielles d'attractivité engagées par les villes et les agglomérations (qui cherchent ainsi à augmenter leurs rentrées financières via les taxes), encouragées par des subventions régionales et nationales,
- les politiques agricoles qui ont favorisé l'agriculture industrielle au détriment de l'emploi rural, encourageant l'intensification et donc l'exode rural, sans outils pour freiner la rurbanisation[28],[29],
- les politiques routières qui ont favorisé le « tout-voiture » et l'accès aux villes et la construction d'un tissu urbain lâche, desservi par les routes,
- les politiques du logement favorisant un immobilier relativement bon marché en périphérie de ville[30] et de zonage[31] : par exemple, en France, les politiques d'après-guerre (banlieues et HLM urbaines), puis le changement dans la politique du logement opéré sous la présidence de Valéry Giscard d'Estaing, au milieu des années 1970 ont contribué à ce phénomène ; la politique de construction de logements collectifs par l’État menée jusque-là a été remplacée par une politique d’aide à l’accession à la propriété, notamment par la bonification des taux d’intérêt pour les particuliers. Malgré la mise en évidence dès les années 1970 des dérives possibles, cette aide restera non zonée, attribuable partout en France et non typée, ne dépendant pas du type de construction. En augmentant la solvabilité des ménages les plus modestes, l’État subventionne directement la périurbanisation.

### Facteurs économiques

#### Facteur immobilier

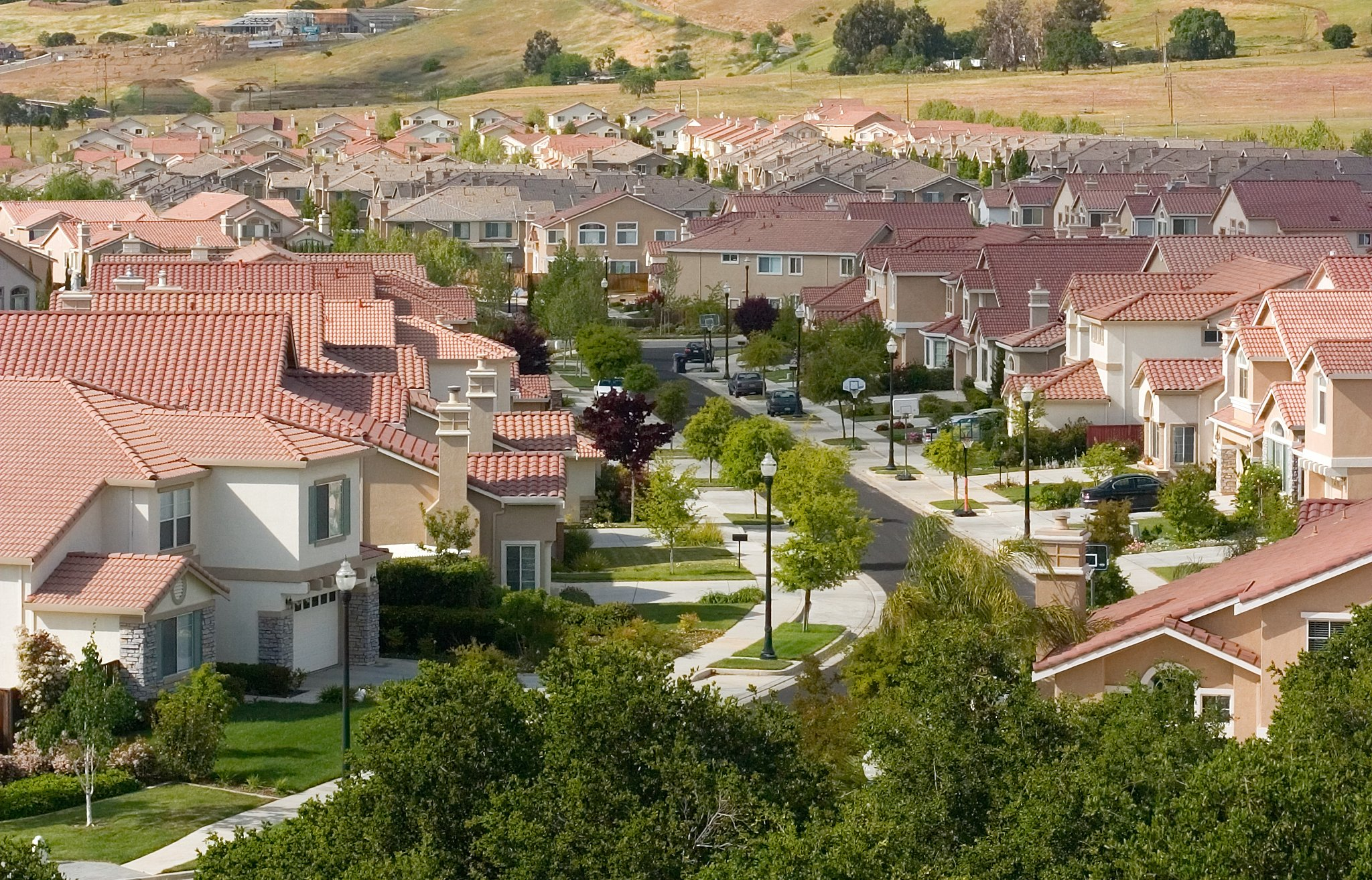
Lotissement périurbain, San José (Californie).

Face à la hausse du prix de l’immobilier dans les centres-villes, les maisons individuelles, moins chères dans les espaces périurbains, constituent un facteur déterminant dans la périurbanisation. En effet, une analyse de l’impact du coût immobilier publié dans la revue Études foncières met en évidence la différence de prix (ou « gain immobilier ») pour un logement de 117 m2 dans différentes aires urbaines en France au fur et à mesure qu’on s’éloigne de la commune-centre. Cela est notamment vrai pour les moyennes et grandes agglomérations, dans lesquelles les prix décroissent le plus rapidement, et donc la différence de prix est plus élevée.
Une distinction est importante à noter. Lors de la construction d’un logement, les dépenses sont de deux ordres : les coûts de construction, qui restent généralement stables dans le temps et dans l’espace, et les coûts d’acquisition du terrain que, en parallèle à la hausse des prix du marché immobilier, ont connu une forte hausse dans les vingt dernières années. C’est donc sur ce poste que s’effectue l’arbitrage financier entre coûts et distance : si dans un premier temps les terrains situés dans une première couronne autour des centres-villes étaient attractifs, c’est désormais dans une deuxième, voire une troisième, couronne que se situent les secteurs encore abordables. Les prix élevés des terrains en centre-ville peuvent s’expliquer par le décalage entre l’offre potentielle (terrains pouvant être construits) et l’offre effective (effectivement mis sur le marché) de ceux-ci. Nombreux auteurs ont mis en évidence l’inefficacité de la fiscalité afin de limiter la rétention foncière en ville. En effet, la fiscalité qui porte sur le foncier non-bâti est considérée contre-productive du fait de la faible imposition aux terrains urbains à bâtir, souvent catégorisés comme friches.
Cette logique d’arbitrage financier relève d’une analyse économique à court terme : souvent, les coûts à long terme d’habiter dans l’espace périurbain ne sont pas pris en compte : la mobilité peut ainsi représenter une bonne partie des revenus des ménages, à travers l’achat et l’entretien de une ou plusieurs voitures notamment. La périurbanisation peut ainsi s'expliquer par la conjecture de Zahavi.

#### Facteur commercial

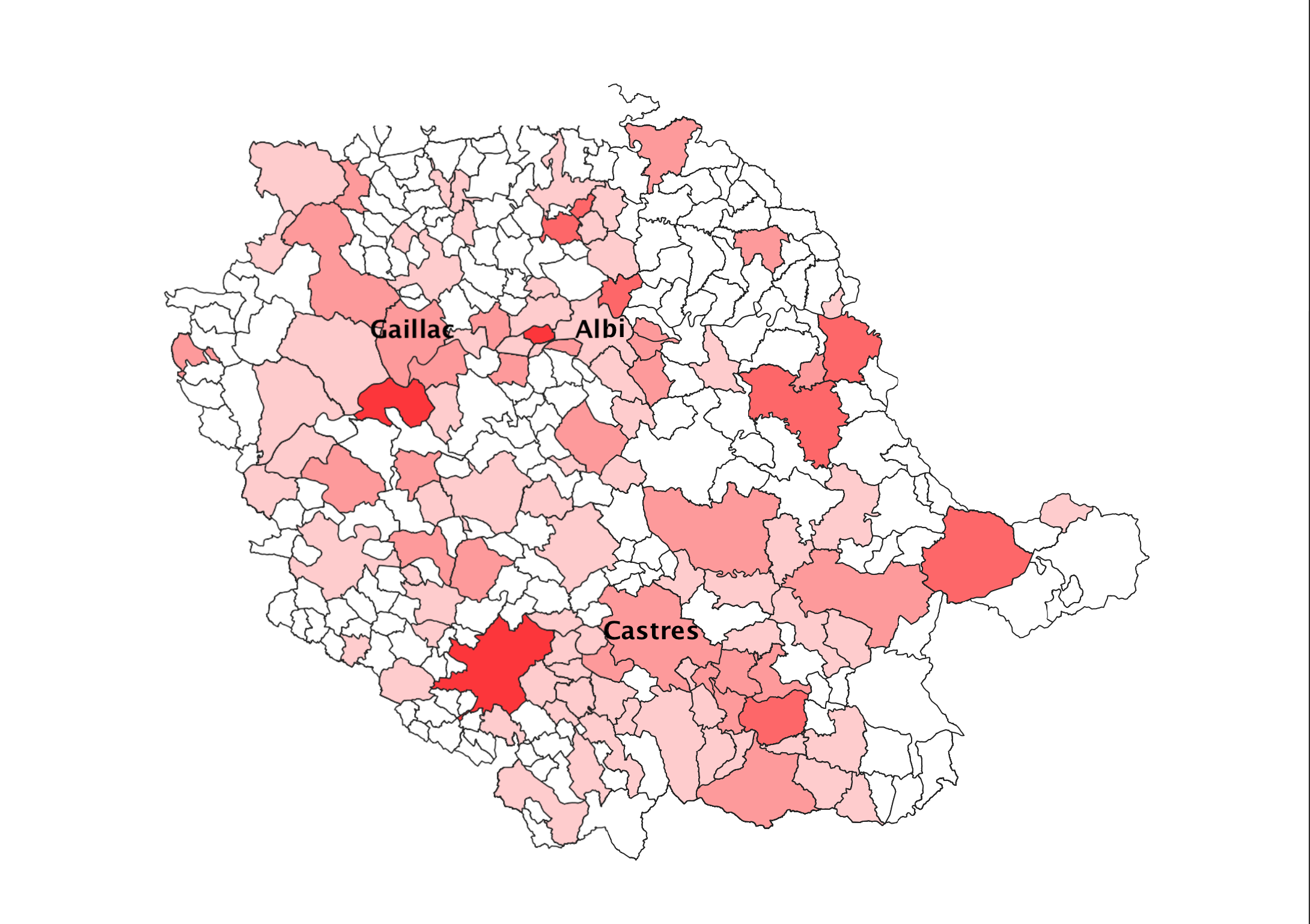
Représentation de la part de surfaces commerciales dans les communes du Tarn.

Les recompositions économiques accompagnées par le mouvement résidentiel de périurbanisation sont indissociables des recompositions des paysages commerciaux, qui ont affecté les périphéries des villes. En effet, les dynamiques résidentielles à l'origine du phénomène de périurbanisation ont abouti à des systèmes concurrentiels entre le centre-ville et sa périphérie, les logiques internes à cet espace urbain étant recomposées par les migrations des populations. Dans le cas de nombreuses villes moyennes françaises, le départ progressif des individus les plus aisés du centre-ville vers la périphérie a occasionné un renversement du traditionnel modèle géographique centre-périphérie. Ainsi les périphéries urbaines récentes, accueillantes pour des populations à fort pouvoir d'achat, ont pu accueillir des centralités dont les centres-villes se sont délestés à mesure de leur paupérisation. C'est notamment depuis ce phénomène de périurbanisation que les zones commerciales et les supermarchés ont eu le succès qu'on leur connaît aujourd'hui[Quand ?].
La carte à droite représente par exemple ce phénomène dans le département du Tarn, à l'aide d'aplats de couleurs gradués allant de façon croissante vers le rouge[Combien ?] si la part de surfaces commerciales contenue dans la commune est importante. Les trois communes les plus peuplées ne sont pas celles accueillant le plus de surfaces commerciales : ce sont au contraire les communes périphériques à ces trois villes qui sont les plus dotées.

### Logique d'acteurs

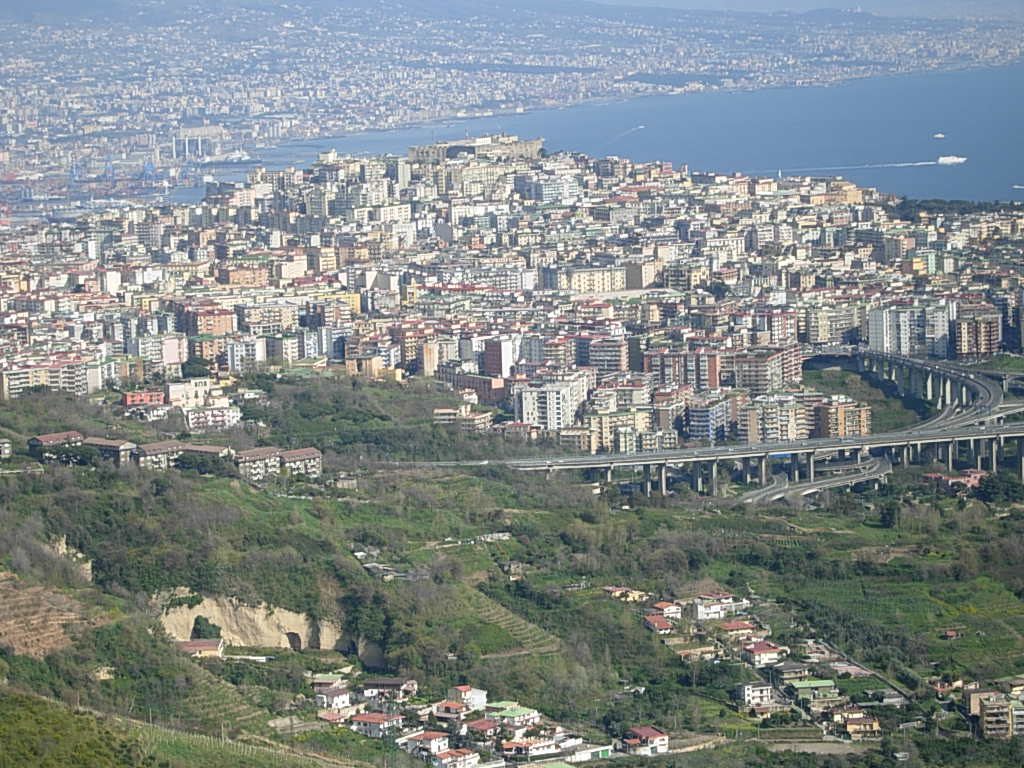
Les limites entre urbain et rural se déplacent régulièrement, toujours au détriment du rural : la colline de Voméro, à Naples (Italie).

Ce phénomène se trouve par ailleurs renforcé par les politiques de différents acteurs. En effet, les municipalités, compétentes dans l’attribution des permis de construire, ont le rôle principal pour ce qui est de la dispersion des logements.
- Dans un premier temps, l’ouverture à la construction permet l’arrivée de nouveaux habitants et donc le maintien dans les communes rurales proches des villes de l’école, des commerces… De plus dans un contexte de crise agricole, la vente de terrains nouvellement constructibles par les agriculteurs leur permet de financer leur retraite.
- Dans un deuxième temps, on observe une collusion entre anciens et nouveaux habitants qui ne souhaitent pas se retrouver à terme en milieu urbain : c’est la fermeture des autorisations de construction qui, en diminuant l’offre, contribue à la hausse des prix. Le phénomène se reporte ainsi de proche en proche mais de plus en plus loin des centres urbains.

Cette croissance résidentielle est partenaire d'une périurbanisation commerciale Les logiques de répartition des commerces sont soumises au même contexte de concurrence et de conflictualité qui met en relation les communes, et les compétences des maires jouent un rôle certain dans la géographie commerciale des territoires périurbains. Ils disposent d'un droit de modification des PLU et doivent apporter leur signature sur toute demande de permis de construire, ce qui en fait des acteurs décisionnels majeurs de l'évolution du tissu résidentiel, mais aussi commercial de leur commune. Leur signature est, de plus, requise pour toute demande d’autorisation de la commission de sécurité préalable à toute ouverture d’établissement recevant du public (ERP). Ils disposent enfin d'une voix en Commission départementale d'aménagement commercial (CDAC) qui compte pour un huitième des votants.

## Impact environnemental

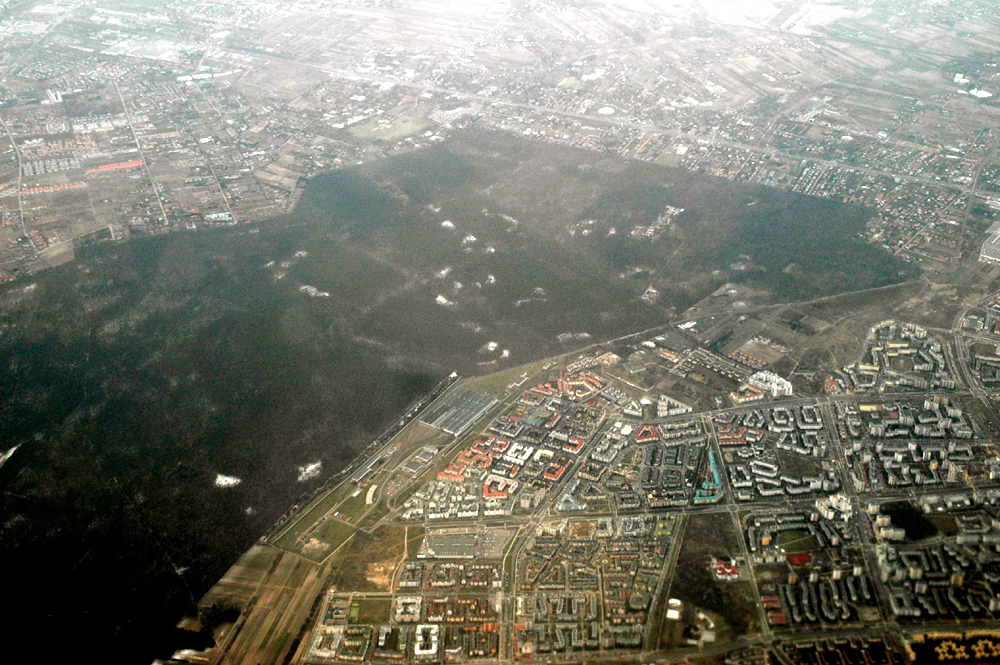
Insularisation (par encerclement) de la forêt de Kabacki par la banlieue de Varsovie (Pologne, février 2007).

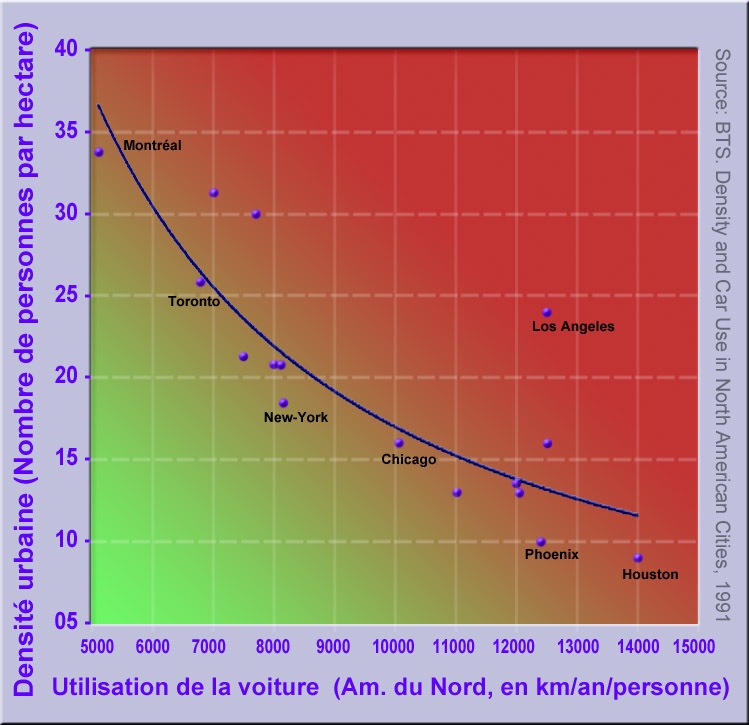
Même si la forme urbaine, le relief, le climat et la planification urbaine et des transports jouent un rôle modérateur ou aggravant, l'étalement urbain favorise un usage plus intense de l'automobile, avec parmi ses effets connexes la pollution automobile.

La périurbanisation se traduit par une augmentation des prix du foncier et des pressions accrues sur l'environnement et les paysages (artificialisation, au détriment de la naturalité), voire par des conflits pour la ressource en eau.
La périurbanisation contribue à augmenter l'empreinte écologique d'une ville, de même que ses émissions de gaz à effet de serre et la pollution globale de l'air notamment en entraînant d'importantes migrations pendulaires (déplacement quotidien entre l'habitat du citadin et son lieu de travail, s'effectuant toujours aux mêmes horaires) ; comme plus généralement toute séparation du lieu de travail et du lieu d'habitation. Quand seule la circulation routière a été favorisée ou soutenue, la périurbanisation est source d'une importante augmentation de la consommation d'espace, de fragmentation éco-paysagère du territoire, d'énergie et de gaz à effet de serre. Elle contribue fortement à l'augmentation de l'empreinte écologique des zones concernées. Bien que plus riches en espaces verts privés, les zones périurbanisées pâtissent des pics d'ozone, parfois plus qu'en centre-ville d'où viennent les précurseurs photochimiques de l'ozone. La périurbanisation se fait souvent au détriment des reliques de milieux naturels périurbains et de l'agriculture (par exemple, autour de Paris, de 1979 à 2000, l'espace agricole a reculé de 18,4 %, et 50 % des exploitations agricoles et les 2/3 des exploitations spécialisées ont disparu, ce qui a motivé en 2008 un budget de 11 millions d’€ de la région Île-de-France pour ralentir la consommation d’espaces agricoles).
Des collectivités, dont la Wallonie depuis 2012, proposent des outils en ligne pour l'analyse environnementale urbaine (AEU) et/ou diagnostiquer conjointement les problèmes d'énergie et de périurbanisation, de l'échelle de la maison à celle du quartier ou du territoire.
Une étude sur la décarbonation de la mobilité dans les zones de moyenne densité de population, c'est-à-dire périurbaines proches, est publiée en 2020 par The Shift Project (TSP). Il en ressort qu'une politique volontariste permettrait de réduire de 60 à 70 % les émissions de gaz à effet de serre dues aux transports, sur dix ans. Le vélo, à lui seul, contribuerait à réduire de 15 à 30 % ces émissions, suivi du covoiturage, des transports en commun, de la distribution optimisée des achats et du télétravail. TSP prône également des actions telles que le « [refus de] tout nouveau projet d’infrastructure routière ou d’implantation commerciale en extrême périphérie ».

## Lutte contre la périurbanisation
La lutte contre la périurbanisation passe dans certains cas par le renouvellement urbain, la densification urbaine et le maintien des commerces en centre ville. D’ailleurs, certains auteurs voient dans le processus de gentrification, très critiqué du fait de l’expulsion des couches plus populaires des centres-villes, un moyen de réduction de l’étalement urbain. La gentrification serait à l’origine d’une revitalisation des cœurs des aires urbaines qui deviennent donc des espaces désirés par les classes les plus favorisées et concurrencent ainsi l’espace périurbain. Ce jugement est à nuancer puisque la gentrification (et dans une moindre mesure la clubbisation (communes historiquement huppées engagées dans des « logiques de club ») peut parfois concerner davantage les ceintures périurbaines que les centres urbains.
Certaines ceintures vertes urbaines (comme la ceinture verte au-delà de la rocade de Rennes) visent aussi à contenir l'étalement urbain. Entre les années 1930 et 1950, la métropole de Londres met en place ce type de dispositif (« green belt ») afin de contenir, en créant une zone dans laquelle les nouvelles constructions ne seraient plus autorisées, l’expansion de la tache urbaine. C'est aussi en France l'un des nombreux objectifs de la Trame verte et bleue française (TVB / SRCE). Parallèlement à sa TVB, la Région Nord-Pas-de-Calais a expérimenté une directive régionale d'aménagement visant à lutter contre l'artificialisation du territoire par la périurbanisation.
Un des outils les plus mobilisés pour la lutte contre la périurbanisation est la réglementation. La « loi de 2005 sur les territoires ruraux » a en outre créé une compétence dite « PPEANP » (« Périmètre de protection des espaces agricoles et naturels périurbain »), permettant aux Conseils généraux de créer des périmètres d’intervention en zone périurbaine pour protéger et mettre en valeur des espaces agricoles naturels et forestiers (en lien avec les communes ou les EPCI concernés et avec la chambre d'agriculture). Depuis, des « commissions départementales de préservation des espaces naturels, agricoles et forestiers » doivent aussi apprécier l'existence d'effets négatifs notables de certains projets sur l'économie agricole et le cas échéant évaluer la nécessité, la pertinence et la proportionnalité de « mesures de compensation collective » selon une procédure cadrée par un décret pris à la suite de la loi d'avenir de 2014 qui a confié à ces commission le soin de conseiller les préfets sur toute question relative à la réduction des surfaces naturelles, forestières et agricoles.
Or, la réglementation peut aussi lutter contre la périurbanisation en favorisant la densité. C’est le cas de la loi SCOT qui supprime ce qui pénalisait fiscalement la densité mais qui cherche aussi à lutter contre la rétention foncière en poussant les propriétaires de terrains constructibles à les « mettre sur le marché ». Certains auteurs mobilisent aussi la fiscalité comme outil de lutte contre la périurbanisation avec comme objectif supprimer l’effet « gain immobilier » qui pousse les ménages à déménager en espace périurbain. Il s’agirait donc de mettre en place une taxe foncière supplémentaire, dans certains cas très élevée. Or, une telle taxe pourrait avoir comme conséquence d’amener encore plus loin ceux qui ne possèdent des moyens suffisants.
Nombreuses ont été les critiques à ces types d’outils réglementaires. Par exemple, la loi Grenelle II assigne aux acteurs publics locaux la « mission d’assurer un contrôle effectif de la consommation de l’espace naturel, agricole et forestier ». Cette mission n’est accomplie que si ces acteurs locaux s’engagent à ne pas autoriser l’urbanisation des zones naturelles. La lutte contre la périurbanisation passerait donc avant tout à l’échelle locale. Les acteurs locaux sont censés mobiliser des outils des lois sectorielles (Loi d’Orientation Agricole de 2006 ou Loi relative au Développement des Territoires Ruraux de 2005 par exemple) ou de la région. Or, ces principes d’actions sont très souvent produits à l’échelle des pays ou de l’Union Européenne. La capacité à articuler différentes échelles d’action et différents cadres règlementaires serait donc clé dans la lutte contre la périurbanisation.
En 2017 Corinne Vezzoni propose de renverser la logique réglementaire et de rendre tout le territoire français « inconstructible » sans pour autant vraiment interdire « du jour au lendemain » la construction, mais en imposant une justification de l'« utilité socio-économique » et du « bien-fondé écologique » de tout projet. « On peut construire d’une autre manière, sans accroître les surfaces constructibles au détriment des espaces naturels » estime-t-elle. Un « urbanisme de projet » serait alors encouragé, dont dur les friches commerciales qui se multiplient et en reconstruisant la ville sur elle-même.